# Agalychnis
Az Agalychnis a kétéltűek (Amphibia) osztályába a békák (Anura) rendjébe és a Phyllomedusidae családjába tartozó nem.

## Rendszerezés
A nembe az alábbi fajok tartoznak.
- Agalychnis annae (Duellman, 1963)
- Agalychnis buckleyi (Boulenger, 1882)
- Vörösszemű levelibéka (Agalychnis callidryas) (Cope, 1862)
- Agalychnis dacnicolor (Cope, 1864)
- Agalychnis danieli (Ruiz-Carranza, Hernández-Camacho, and Rueda-Almonacid, 1988)
- Agalychnis hulli (Duellman and Mendelson, 1995)
- Maki levelibéka (Agalychnis lemur) (Boulenger, 1882)
- Agalychnis medinae (Funkhouser, 1962)
- Feketeszemű makibéka (Agalychnis moreletii) (Duméril, 1853)
- Agalychnis psilopygion (Cannatella, 1980)
- Agalychnis saltator Taylor, 1955
- Agalychnis spurrelli Boulenger, 1913
- Agalychnis taylori Funkhouser, 1957
- Agalychnis terranova Rivera-Correa, Duarte-Cubides, Rueda-Almonacid, and Daza-R., 2013